# ケタリング (オハイオ州)
ケタリング（Kettering）は、アメリカ合衆国オハイオ州のモンゴメリー郡にある都市。人口は5万7862人（2020年）。デイトンの南東に隣接し郊外都市となっている。市域の一部はグリーン郡にかかっている。

## 歴史
1798年、今日のケタリング市があるこの地に最初に入植したのは、農夫のジョン・パターソンであった。人口増に伴い、1841年、この地にバンビューレン郡区が創設された。この郡区は100年以上存続したが、1952年に住民投票によって村としての法人化が決まると、この頃最も著名な住民であった、実業家・慈善事業家・発明家チャールズ・ケタリングにちなんで、村名がケタリングに変更された。なお、翌1953年には、再度の住民投票により村西部が分離され、新たな郡区（現モレーン市）が創設された。1955年には、村の人口が38,118人を数え、州の市制施行要件を満たした。そこで同年6月24日に州務長官によって市制施行が宣言された。その後、市憲章およびシティー・マネージャー制の採択が住民投票によって承認され、翌1956年1月1日、ケタリングは市制を施行した。
1950年代から1970年代にかけては、第二次世界大戦後に住民がデイトンから流入し、ケタリングの人口は急増した。1970年の国勢調査では、ケタリングは人口69,599人を数えた。しかし、それ以後は、高齢化の進行や、デイトン自体の工業都市としての地位低下によって、ケタリングの人口も減少傾向にある。

## 地理
ケタリングは北緯39度42分15秒 西経84度10分15秒 / 北緯39.70417度 西経84.17083度に位置している。市はオハイオ州西部の中心都市であるデイトンの南東に隣接しており、デイトンのダウンタウンからは南へ約8kmである。市の東は、デイトン都市圏の郊外都市としてはケタリングに次ぐ人口規模を持つビーバークリークに接している。
アメリカ合衆国国勢調査局によると、ケタリング市は総面積48.50km2（18.73mi2）である。そのうち48.41km2（18.69mi2）が陸地で0.09km2（0.04mi2）が水域である。総面積の0.19%が水域となっている。市の標高は最も低いところで229m、最も高いところで332m、平均は280mである。
ケタリングを含むデイトン都市圏は温暖湿潤気候 (Cfa) と冷帯湿潤気候 (Dfa) のちょうど境界線上にあり、1年を通して降水量がほぼ一定で、四季がはっきりとしている。気候についての詳細は、デイトン (オハイオ州)#気候も参照のこと。

## 政治

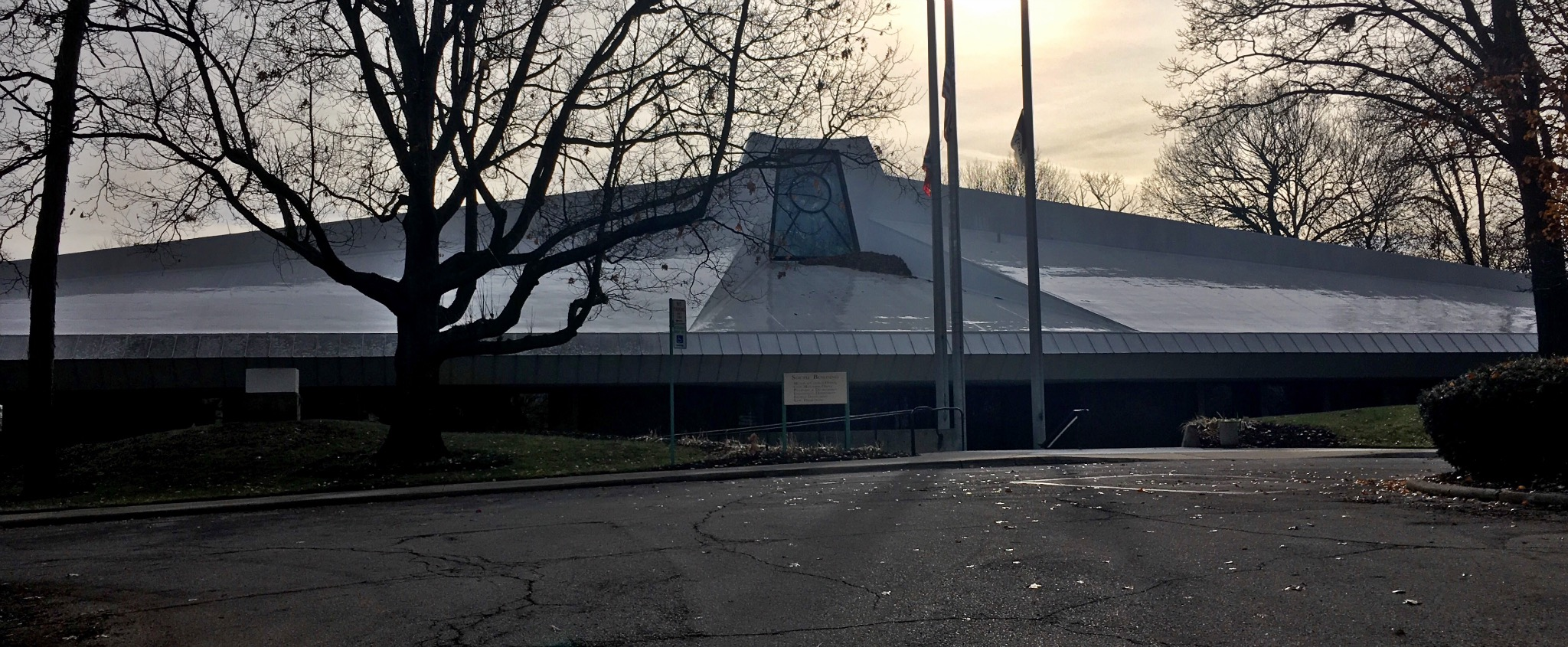
ケタリング政府センター（市庁舎）

ケタリングはシティー・マネージャー制を採っている。この制度における市民と市議会とシティー・マネジャーの関係は、株式会社における株主と取締役会と最高経営責任者（CEO）の関係に似ている。この制度の下、市民の投票によって選出された議員によって成る市議会は条例や施策を採択し、市議会が任命したシティー・マネージャーはそれを実行する。シティー・マネージャーの任期は特に定められておらず、自ら辞任するか、市議員5人以上の賛成により解任された際に終了となる。
市の立法機関である市議会は市長および6人の市議員から成っている。6人の議員のうち4人は市を4つに分けた小選挙区から1人ずつ選出され、残り2人が全市から選出される。市長は市議員とは別に全市から選出される。副市長は6人の市議員の中から選出される。市長は儀礼的な場で市の代表としての役割を務めるほかは、市議会においてはあくまでその一員であり、拒否権は有さない。市長、市議員とも、その任期は4年で、多選は市長・市議員（小選挙区・全市選挙区とも）を通算して、連続2期までに制限されている。

## 交通

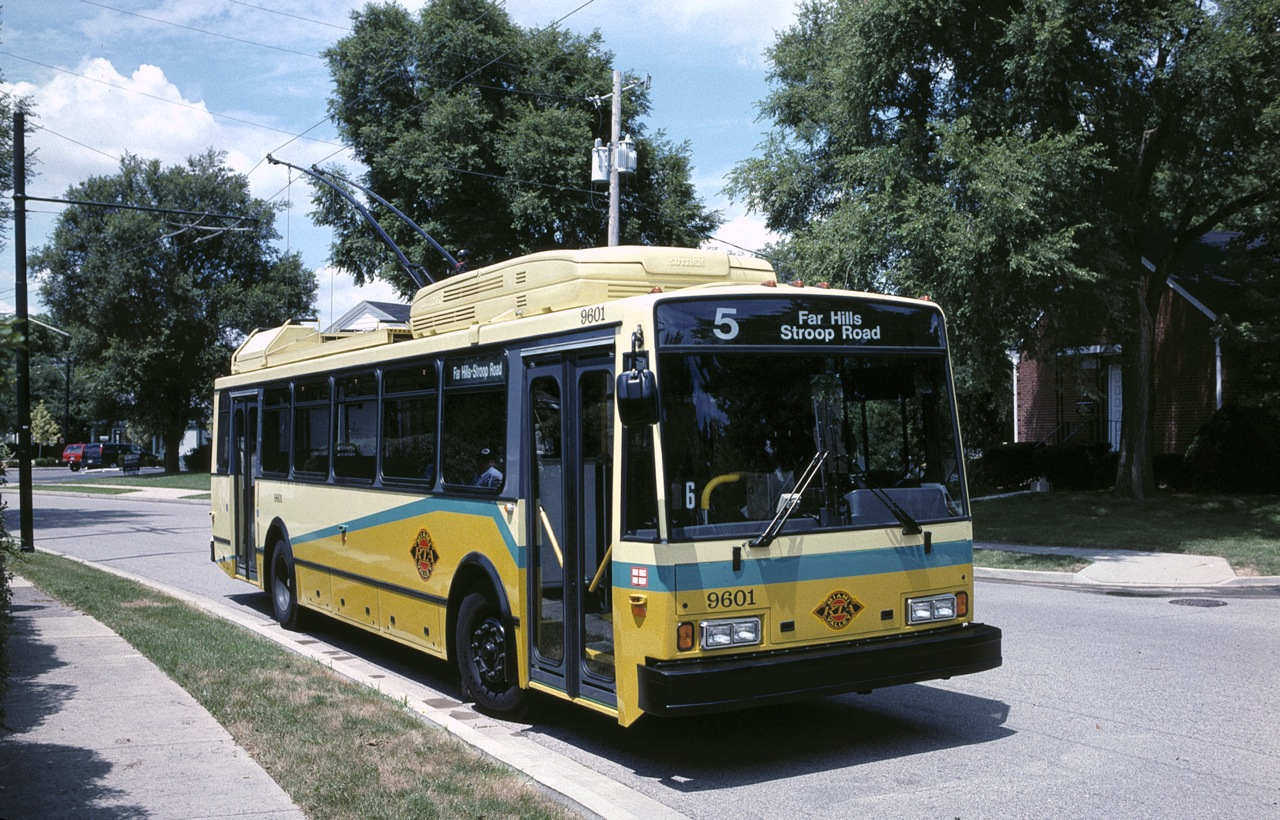
ケタリング市内を走るデイトンのトロリーバス（1996年）

ケタリングを含むデイトン都市圏の玄関口となる商業空港は、デイトンのダウンタウンから北へ約16km、ケタリングからは北へ約24km離れたデイトン国際空港である。この空港には、主要3社（アメリカン航空、デルタ航空、ユナイテッド航空）がすべて各社のハブ空港からの便を就航させているほか、アレジアント・エアも就航している。
州間高速道路はケタリング市内を通っていないが、市の西には南北の幹線で、デイトンのダウンタウンを通るI-75が、また市の南と東にはI-75の支線で、デイトンの環状道路としての役割を果たすI-675が通っている。市の北には、デイトンとその付近で高速道路規格となっており、前述の州間高速道路と共にデイトンの高速道路網を成す国道35号線が通っている。また、一般道路ではあるものの、ケタリングの市庁舎付近から、デイトンのダウンタウンへは州道48号線が通っている。
デイトン都市圏交通局（Greater Dayton Regional Transit Authority）が運営するデイトンの路線バス網はケタリングにも路線を有している。#11、#14、#17はいずれもケタリング市庁舎付近を通り、デイトンのダウンタウンへと通じているが、そのルートは異なる。それに対し、#12および#16はいずれもデイトンのダウンタウンへと通じているものの、市庁舎付近は通らず、市北部・北東部・東部を通っている。#19はその運行ルートのうち、市西部のケタリング医療センター付近がケタリング市域内に入っている。

## 教育
ケタリング・カレッジ（ミシガン州フリントのケタリング大学とは直接の関係は無い）は市西部、ケタリング医療センター内にキャンパスを置いている。同学および医療センターの敷地はもともと、チャールズ・ケタリングの子ユージーンが、ケタリング家の所有していた土地から35エーカー（142,000m2）を寄贈したものであった。同学自体は1967年に創立したセブンスデー・アドベンチスト教会系の私立大学で、医療系の専攻に特化しており、準学士、学士、フィジシャン・アシスタント学修士、および作業療法学博士の学位を授与している。同学は高等教育委員会（HLC、旧北中部大学学校協会/NCA）により認定を受けている。
ケタリングにおけるK-12課程はケタリング市学区の管轄下にある公立学校によって主に支えられている。同学区は就学前教育校1校、小学校（幼稚園・1-5年生）8校、中学校（6-8年生）2校、高校（9-12年生）1校（ケタリング・フェアモント高校）を有し、約7,900人の児童・生徒を抱えている。生徒対教員の人数比は17:1と、州の平均程度である。
また、デイトン都市圏図書館（Dayton Metro Library）は、ケタリング市内に2館の支館を置いている。

## 文化とレクリエーション

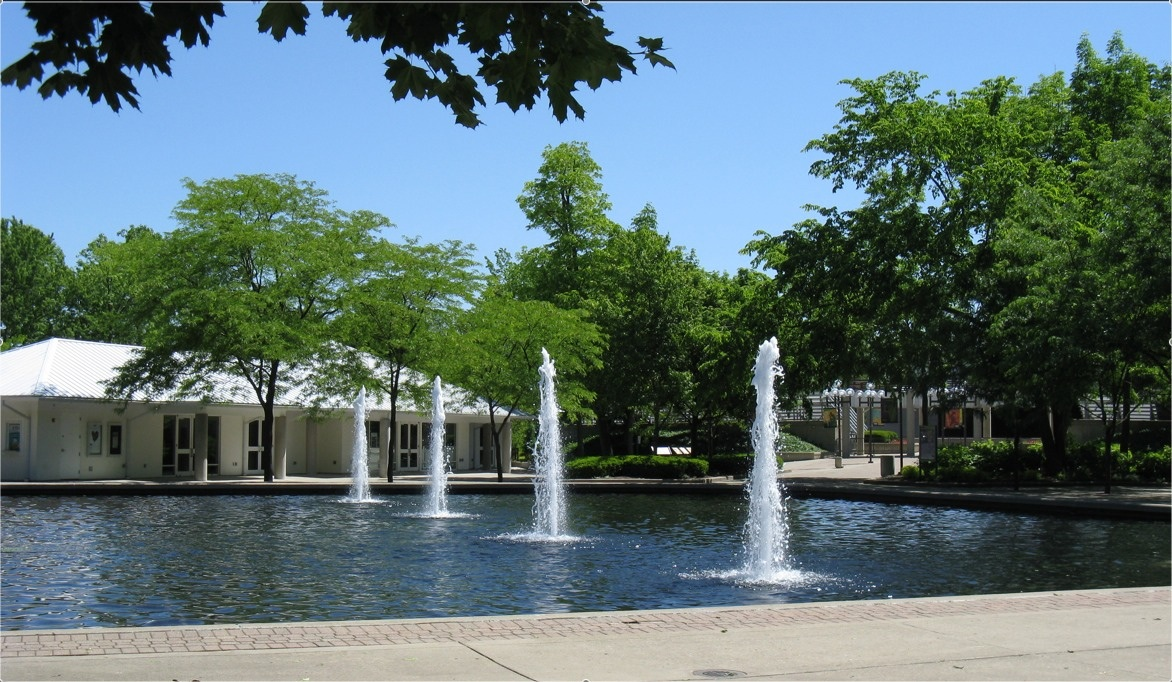
フレイズ・パビリオン

ケタリング市庁舎の北東約200mにはフレイズ・パビリオンが立地している。1991年に建てられた、4,300席を有するこの野外劇場は、毎夏、様々なジャンルのコンサートに使われる。
ケタリング市内の代表的な競技場としては、ケタリング・フェアモント高校の敷地内に立地するトレント・アリーナが挙げられる。2005年10月に完成したこのアリーナは、観客席4,400席を有し、フルサイズのバスケットボールコート2面が取れる。このアリーナはケタリング・フェアモント高校のスポーツチームの本拠地となっている他、様々なスポーツイベントや、大人数での礼拝、見本市などにも使われる。
市東部のインディアン・リフル・パーク内には、ロブ・ディアデック/DCシューズ・スケート・プラザというスケートボード場がある。42,000ft2（3,900m2）を有する、このストリートスタイルを模したスケートパークは、地元ケタリング出身のプロスケートボーダーのロブ・ディアデック、DCシューズ、およびケタリング市当局の協働によって設計・設置されたものである。
同じくインディアン・リフル・パーク内には、チャールズ・I・ラズレム高齢者センター、ケタリング・アイス・アリーナ、多目的体育館、エアロビクス・フィットネス室などを併設した複合施設、ケタリング・レクリエーション・コンプレックスが立地している。また、レクリエーション・コンプレックスのすぐ西には、主として現代芸術作品を展示するギャラリーを有し、また芸術教室を開講している、ローズウッド芸術センターが立地する。同センターは、1984年に閉校した小学校の校舎を転用し、翌1985年に開館したものである。2020年より、市当局が500万ドルを投じて、同センターの改修が行われている。

## 人口推移
以下にケタリング市における1960年から2010年までの人口推移をグラフおよび表で示す。デイトン・ケタリング都市圏、およびデイトン・スプリングフィールド・ケタリング広域都市圏全体の人口については、デイトン (オハイオ州)#都市圏を参照のこと。
| 統計年 | 人口     |
| ------ | -------- |
| 1960年 | 54,462人 |
| 1970年 | 69,599人 |
| 1980年 | 61,223人 |
| 1990年 | 60,569人 |
| 2000年 | 57,502人 |
| 2010年 | 56,163人 |

## 姉妹都市
ケタリングは以下2都市と姉妹都市提携を結んでいる。
- ケタリング（イギリス・イングランド）
- シュタイアー（オーストリア）

## 註
1. 1 2 3  Kettering History. City of Kettering. 2021年7月30日閲覧.
2. ↑  “Quickfacts.census.gov”. 2023年11月9日閲覧。
3. ↑  OHIO - Montgomery County. National Register of Historic Places. 2021年8月1日閲覧.
4. ↑  History of the City. City of Moraine. 2017年10月24日. 2021年8月1日閲覧.
5. 1 2 3  Kettering Demographics. City of Kettering. 2021年8月1日閲覧
6. ↑  Office of the City Manager. City of Kettering. 2021年8月2日閲覧.
7. ↑  "ARTICLE V. THE CHARTER". pp.8-10. City Charter. City of Kettering. 2016年7月26日. 2021年8月2日閲覧.
8. ↑  "ARTICLE III. COUNCIL". pp.1-6. City Charter.
即ち、市議員を2期務めた者が市長に選出されることや、市長を1期務めた者が市議員を2期務めることもできない。
9. ↑  James M. Cox Dayton Int'l. Airport Master Record. Federal Aviation Administration. 2021年6月17日. 2021年6月27日閲覧.
10. ↑  Flights. Dayton International Airport. 2021年8月2日閲覧
11. ↑  RTA System Map. (PDF) Greater Dayton Regional Transit Authority. 2021年6月20日. 2021年8月2日閲覧.
12. ↑  About. Kettering College. 2021年8月3日閲覧.
13. ↑  Accreditations. Kettering College. 2021年8月3日閲覧.
14. ↑  Kettering College. Higher Learning Commission. 2021年8月3日閲覧.
15. ↑  Kettering City School District. U.S. News & World Report. 2021年8月3日閲覧.
16. ↑  Locations. Dayton Metro Library. 2021年8月3日閲覧.
17. ↑  About the Venue, Who has played here?. Fraze Pavilion. 2021年8月3日閲覧.
18. ↑  Trent Arena (General Information). Kettering School Disrtrict. 2021年8月3日閲覧.
19. ↑  Kettering - Rob Dyrdek/DC Shoes Skate Plaza. SITE Design Group. 2021年8月3日閲覧.
20. ↑  Kettering Recreation Complex. City of Kettering. 2021年8月3日閲覧.
21. ↑  Rosewood Atrs Centre. City of Kettering. 2021年8月3日閲覧.
22. ↑  Baker, Wayne. Kettering moving forward with $5M Rosewood Arts Centre project. Dayton Daily News. 2020年2月16日. 2021年8月3日閲覧.
23. ↑  Gibson, Campbell. Population of the 100 Largest Cities and Other Urban Places in the United States: 1790 to 1990. US Census Bureau. 2005年.
24. ↑  About KSC. Kettering Sister Cities. 2021年7月30日閲覧.